# Tetraibidion concolor
Tetraibidion concolor là một loài bọ cánh cứng trong họ Cerambycidae.